# Diablo: Hellfire
Diablo: Hellfire is een uitbreidingspakket ontworpen door Sierra On-Line (tegenwoordig bekend als Sierra Entertainment) voor Blizzard Entertainments computerspel Diablo.

## Overzicht
Het verhaal van Diablo: Hellfire speelt zich af rond dezelfde tijd als het originele spel. Het spel draait om een andere machtige demon genaamd Na-Krul. In deze uitbreiding wordt er nog een vierde klasse aan de personages toegevoegd: de monnik (Monk).

## Ontvangst
Hellfire werd gezien als een mislukking door veel Diablo fans. Enkele van hun argumenten waren:
- De sfeer van het spel was niet zo effectief als de donkere, gotische omgeving van het eerste spel.
- Veel van de monsters waren niet geïnspireerd op dezelfde bronnen als de monsters uit deel 1.
- Het merendeel van de nieuwe spreuken was niet echt indrukwekkend aangezien het slechts aanpassingen waren van al bestaande spreuken.
- Hellfire kon niet de Battle.net online-spellen ondersteunen.

De verhaallijn van Diablo: Hellfire werd door Blizzard dan ook genegeerd in hun spel Diablo II. Noch Blizzard, noch Sierra noemt Hellfire ergens op hun website.